# Пхум Випхурит
Пхум Випхурит (тайск. วิภูริศ ศิริทิพย์; род. 16 августа 1995, Бангкок), также известный как Пхум (тайск. ภูมิ), — автор и исполнитель песен из Таиланда. Он получил международную известность в 2018 году благодаря синглу Lover Boy. Исполняет преимущественно в жанре нео-соул, хотя чувствуется влияние других музыкальных стилей.

## Биография
Пхум родился в Бангкоке, столице Королевства Таиланд, в 1995 году. Его отец был архитектором, мать — графическим дизайнером. Его семья переехала в новозеландский город Гамильтон, когда мальчику было девять лет. Там он научился играть на своём первом музыкальном инструменте, барабане. Однако поскольку игра на барабане раздражала соседей, Пхум перешёл на гитару.
В возрасте 18 лет Пхум переехал в Таиланд для обучения в Международном колледже при Университете Махидола. Випхурит стал снимать оригинальные песни и каверы на YouTube, а также подписал контракт с инди-лейблом Rat Records. В 2017 году он выпустил свой дебютный альбом под названием Manchild. Два следующих сингла, Long Gone и Lover Boy, 2017 и 2018 годов соответственно, принесли Пхуму международную известность. В 2018 году он гастролировал по миру, посетив Гонконг, Тайвань, Южную Корею, Японию, Польшу, Германию, Великобританию, Францию, Швейцарию, Италию, Нидерланды, США, Индонезию, Малайзию, Филиппины и Сингапур.

## Дискография

### Студийные альбомы
| Название | Детали |
| -------- | --- |
| Manchild | - Дата выпуска: 4 февраля 2017 - Лейбл: Rat Terrier, Earthtone Records, Lirico - Формат: CD, LP, цифровое скачивание |

### Мини-альбомы
| Название                        | Детали |
| ------------------------------- | --- |
| Bangkok Balter Club             | - Дата выпуска: 8 сентября 2019 - Лейбл: Rat Records, Linco - Формат: CD, цифровое скачивание, грампластинка |
| Phum Viphurit on Audiotree Live | - Дата выпуска: 15 октября 2019 - Лейбл: Audiotree - Формат: цифровое скачивание                             |

### Синглы
| Название                         | Год  | Альбом              |
| -------------------------------- | ---- | ------------------- |
| Adore                            | 2014 | Manchild            |
| Trial and Error                  | 2015 | Manchild            |
| Run                              | 2016 | Manchild            |
| Strangers in a Dream             | 2016 | Manchild            |
| The Art of Detaching One's Heart | 2016 | Manchild            |
| Long Gone                        | 2017 | Manchild            |
| Lover Boy                        | 2018 | Bangkok Balter Club |
| Hello, Anxiety                   | 2019 | Bangkok Balter Club |
| Softly Spoken                    | 2020 | Bangkok Balter Club |
| Wings                            | 2020 | n/a                 |